# 438 (số)
438 (bốn trăm ba mươi tám) là một số tự nhiên ngay sau 437 và ngay trước 439.